# فوستر هيويت
فوستر هيويت هو لاعب هوكي الجليد كندي، ولد في 21 نوفمبر 1902 في رابطة لا ليتشه في الولايات المتحدة، وتوفي في 21 أبريل 1985 في سكاربورو، تورنتو في كندا بسبب سرطان المريء.